# Filantropismo

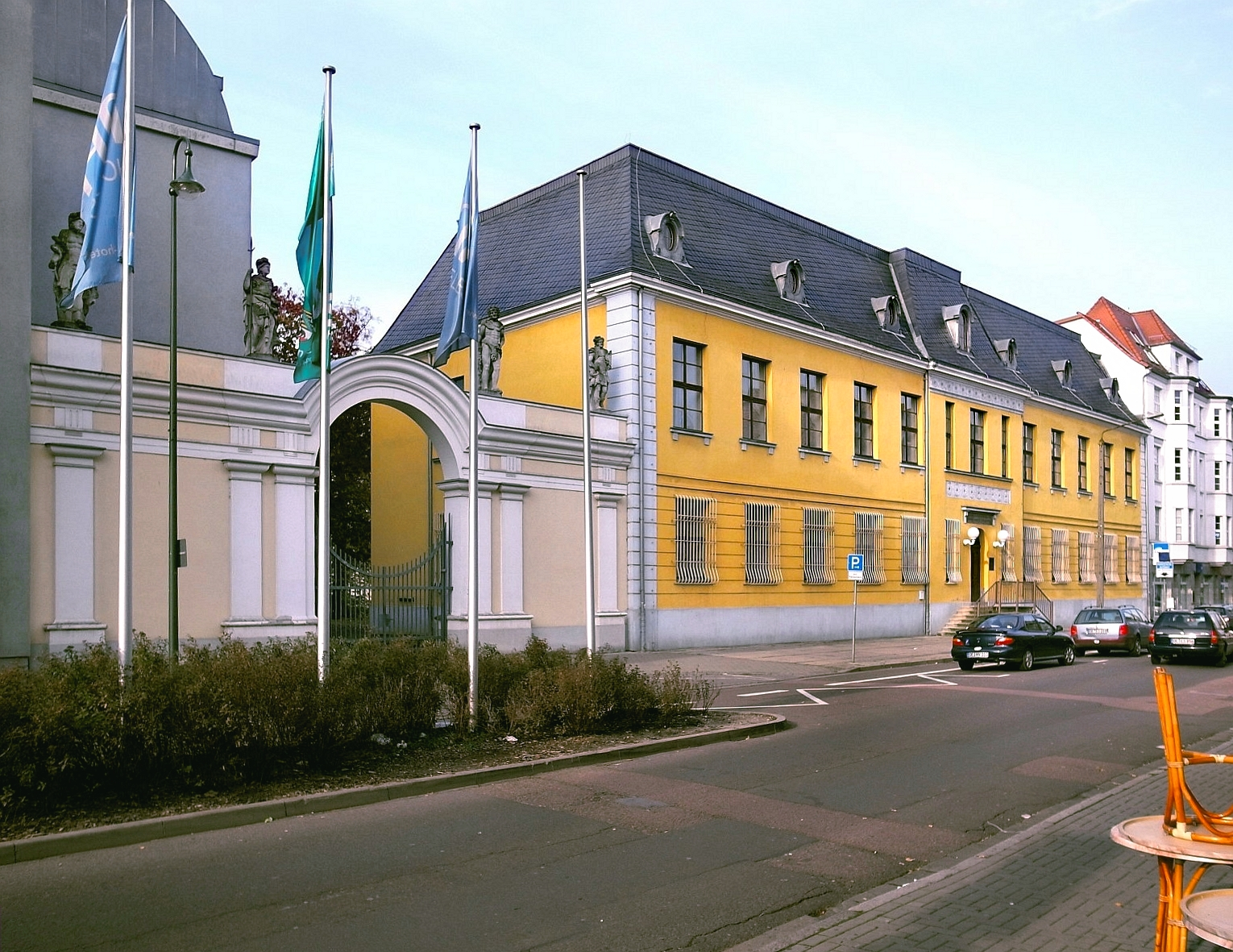
Dessau, Palais Dietrich (antico Philantropinum)

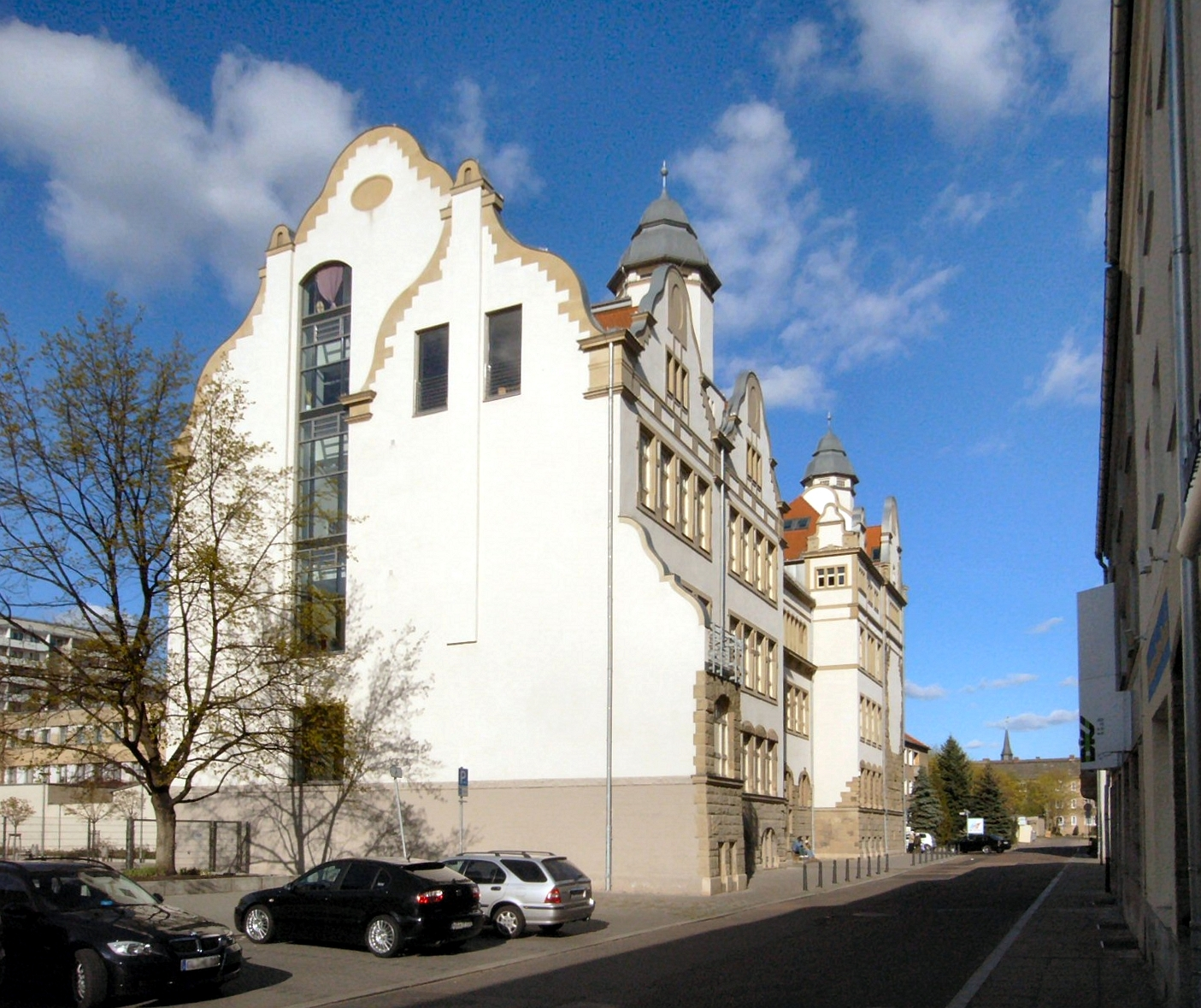
Dessau, Philantropinum)

Il filantropismo (dal greco φίλος = "amico, amante" e ἄνθρωπος = "uomo") fu una corrente pedagogica riformista nata in Germania nel XVIII secolo influenzata dall'illuminismo.

## Fondamenti
L'idea di base del filantropismo consiste nel rispetto e amore per ogni uomo, in vista di uno sviluppo equilibrato ed armonico dell'individuo. I punti essenziali del filantropismo sono:
1. la scuola deve essere indipendente da ogni confessione religiosa e da ogni nazionalità. Per reagire contro gli eccessi della moda, gli studenti indossano tutti la stessa divisa semplice, capelli corti e camicia aperta;
2. la cultura impartita deve essere pratica. Dare spazio agli esercizi fisici e ai lavori manuali. Si studiano solo le lingue vive, il disegno tecnico e la musica; si eseguono metodicamente visite a botteghe artigiane e fabbriche;
3. il metodo di insegnamento deve partire dall'intuizione e deve insegnare in modo piacevole. Le punizioni si riducono alla diminuzione dei voti di merito o alla sospensione della ricreazione.

## Origine
Questo programma di rinnovamento pedagogico fu elaborato e sperimentato da Johann Bernhard Basedow basandosi sulle teorie dei Pietisti, di Locke, Comenio e Rousseau. L'esperimento avvenne presso il Philantropinum, un istituto di Dessau destinato alla formazione della classe dirigente, e consisteva in tecniche didattiche innovative incentrate sul gioco e sull'attività pratica. Basedow ebbe al suo fianco come maestri Simon, Schweighäuser e Christian Heinrich Wolke, al quale in seguito cedette definitivamente la direzione dell'istituto. Prima ancora di Wolke, vi fu direttore anche Joachim Heinrich Campe, che fece parte del secondo gruppo di filantropisti insieme a Christian Gotthilf Salzmann e a Ernst Christian Trapp.